# Varaize
Varaize là một xã trong tỉnh Charente-Maritime trong vùng Nouvelle-Aquitaine, tây nam nước Pháp. Xã Varaize nằm ở khu vực có độ cao trung bình 30 mét trên mực nước biển